# پیتر روچ (آواشناس)
پیتر روچ (انگلیسی: Peter Roach؛ زادهٔ ۳۰ ژوئن ۱۹۴۳) آواشناس بازنشسته اهل بریتانیا است. وی در دانشگاه‌های لیدز و ریدینگ تدریس کرد و بیشتر برای کار بر روی تلفظ‌های انگلیسی بریتانیایی شناخته می‌شود.